# Antonio Subirana
Antonio Subirana Castillejos (Barcellona, 1º maggio 1932 – Barcellona, 3 agosto 2010) è stato un pallanuotista spagnolo.

## Carriera
Era un atleta del Club Natació Barcelona. 
Ha partecipato ai Giochi di Helsinki 1952, nei quali si classificò all'8º posto.
Ha vinto 1 oro ai I Giochi del Mediterraneo, ed 1 bronzo ai II Giochi del Mediterraneo.